# 20. Dáil
Der 20. Dáil wurde am 28. Februar 1973 gewählt. Insgesamt 144 Abgeordnete (Teachtaí Dála) wurden in 42 Wahlkreisen mit dem Verfahren der übertragbaren Einzelstimmgebung (single transferable vote) bestimmt.

## Wahlausgang
siehe: Wahlen zum Dáil Éireann 1973

Sitzverteilung im 20. Dáil

Fianna Fáil und Fine Gael waren die stärksten Kräfte im Dáil. Keine der beiden Parteien erreichte die absolute Mehrheit der Sitze.
Der Dáil Éireann kam erstmals am 5. Juli 1973 zur konstituierenden Sitzung zusammen. Als Vorsitzender des Dáils (Ceann Comhairle) wurde Seán Treacy (Labour) per Akklamation bestimmt. Seine Vertretung (Leas-Cheann Comhairle) wurde Denis Jones (Fine Gael).
Liam Cosgrave wurde zum Taoiseach gewählt. Er bildete zusammen mit Labour die Regierung Liam Cosgrave. Oppositionsführer (Ceannaire an Fhreasúra) war Jack Lynch von der Fianna Fáil. 
Es folgten die Neuwahlen am 16. Juni 1977.
| Partei | Partei          | Vorsitzende/r im Dáil (Beginn) | März 1973: gewählte Teachtaí Dála | Mai 1977: Teachtaí Dála | Veränderung |
| ------ | --------------- | ------------------------------ | --------------------------------- | ----------------------- | ----------- |
|        | Fianna Fáil     | Jack Lynch                     | 69                                | 66                      | −3          |
|        | Fine Gael       | Liam Cosgrave                  | 54                                | 53                      | −1          |
|        | Labour Party    | Brendan Corish                 | 19                                | 19                      | −           |
|        | Unabhängige     |                                | 2                                 | 3                       | +1          |
|        | Ceann Comhairle |                                | −                                 | 1                       | +1          |
|        | Vakant          |                                | −                                 | 2                       | +2          |
| Gesamt | Gesamt          | 144                            | 144                               | 144                     | –           |

## Teachtaí Dála
| Wahlkreis                  | Name                      | Partei (Teilgruppe) | Partei (Teilgruppe) | Partei (Teilgruppe) | Partei (Teilgruppe)                                          | Im Amt seit        |
| Wahlkreis                  | Name                      | Zu Beginn des Dáil  | Zu Beginn des Dáil  | Zum Ende des Dáil   | Zum Ende des Dáil                                            | Im Amt seit        |
| -------------------------- | ------------------------- | ------------------- | ------------------- | ------------------- | ------------------------------------------------------------ | ------------------ |
| Carlow–Kilkenny            | Kieran Crotty             |                     | Fine Gael           | Fine Gael           | Fine Gael                                                    | 2. Juli 1969       |
| Carlow–Kilkenny            | Tom Nolan                 |                     | Fianna Fáil         | Fianna Fáil         | Fianna Fáil                                                  | 21. April 1965     |
| Carlow–Kilkenny            | Séamus Pattison           |                     | Labour              | Labour              | Labour                                                       | 11. Oktober 1961   |
| Carlow–Kilkenny            | Jim Gibbons               |                     | Fianna Fáil         | Fianna Fáil         | Fianna Fáil                                                  | 20. März 1957      |
| Carlow–Kilkenny            | Desmond Governey          |                     | Fine Gael           | Fine Gael           | Fine Gael                                                    | 11. Oktober 1961   |
| Cavan                      | Patrick Smith             |                     | Fianna Fáil         | Fianna Fáil         | Fianna Fáil                                                  | 19. September 1923 |
| Cavan                      | Tom Fitzpatrick           |                     | Fine Gael           | Fine Gael           | Fine Gael                                                    | 21. April 1965     |
| Cavan                      | John P. Wilson            |                     | Fianna Fáil         | Fianna Fáil         | Fianna Fáil                                                  | 4. März 1973       |
| Clare                      | Brendan Daly              |                     | Fianna Fáil         | Fianna Fáil         | Fianna Fáil                                                  | 4. März 1973       |
| Clare                      | Sylvester Barrett         |                     | Fianna Fáil         | Fianna Fáil         | Fianna Fáil                                                  | 14. März 1968      |
| Clare                      | Frank Taylor              |                     | Fine Gael           | Fine Gael           | Fine Gael                                                    | 2. Juli 1969       |
| Clare–South Galway         | John Callanan             |                     | Fianna Fáil         | Fianna Fáil         | Fianna Fáil                                                  | 4. März 1973       |
| Clare–South Galway         | William Loughnane         |                     | Fianna Fáil         | Fianna Fáil         | Fianna Fáil                                                  | 2. Juli 1969       |
| Clare–South Galway         | Brigid Hogan-O’Higgins    |                     | Fine Gael           | Fine Gael           | Fine Gael                                                    | 20. März 1957      |
| Cork City North-West       | Liam Burke                |                     | Fine Gael           | Fine Gael           | Fine Gael                                                    | 2. Juli 1969       |
| Cork City North-West       | Seán French               |                     | Fianna Fáil         | Fianna Fáil         | Fianna Fáil                                                  | 9. November 1967   |
| Cork City North-West       | Jack Lynch                |                     | Fianna Fáil         | Fianna Fáil         | Fianna Fáil                                                  | 18. Februar 1948   |
| Cork City South-East       | Pearse Wyse               |                     | Fianna Fáil         | Fianna Fáil         | Fianna Fáil                                                  | 21. April 1965     |
| Cork City South-East       | Gus Healy                 |                     | Fianna Fáil         | Fianna Fáil         | Fianna Fáil                                                  | 21. April 1965     |
| Cork City South-East       | Peter Barry               |                     | Fine Gael           | Fine Gael           | Fine Gael                                                    | 2. Juli 1969       |
| Cork Mid                   | Donal Creed               |                     | Fine Gael           | Fine Gael           | Fine Gael                                                    | 21. April 1965     |
| Cork Mid                   | Eileen Desmond            |                     | Labour              | Labour              | Labour                                                       | 4. März 1973       |
| Cork Mid                   | Gene FitzGerald           |                     | Fianna Fáil         | Fianna Fáil         | Fianna Fáil                                                  | 2. August 1972     |
| Cork Mid                   | Thomas Meaney             |                     | Fianna Fáil         | Fianna Fáil         | Fianna Fáil                                                  | 21. April 1965     |
| Cork North-East            | Liam Ahern                |                     | Fianna Fáil         |                     | verstorben am 13. Juli 1974                                  | 4. März 1973       |
| Cork North-East            | Seán Brosnan              |                     |                     |                     | Fianna Fáil Nachwahl für Liam Ahern.                         | 13. November 1974  |
| Cork North-East            | Patrick Hegarty           |                     | Fine Gael           | Fine Gael           | Fine Gael                                                    | 4. März 1973       |
| Cork North-East            | Richard Barry             |                     | Fine Gael           | Fine Gael           | Fine Gael                                                    | 18. Juni 1953      |
| Cork North-East            | Jerry Cronin              |                     | Fianna Fáil         | Fianna Fáil         | Fianna Fáil                                                  | 21. April 1965     |
| Cork South-West            | Michael Pat Murphy        |                     | Labour              | Labour              | Labour                                                       | 13. Juni 1951      |
| Cork South-West            | John O’Sullivan           |                     | Fine Gael           | Fine Gael           | Fine Gael                                                    | 2. Juli 1969       |
| Cork South-West            | Flor Crowley              |                     | Fianna Fáil         | Fianna Fáil         | Fianna Fáil                                                  | 21. April 1965     |
| Donegal–Leitrim            | Joseph Brennan            |                     | Fianna Fáil         | Fianna Fáil         | Fianna Fáil                                                  | 2. Juni 1954       |
| Donegal–Leitrim            | Cormac Breslin            |                     | Fianna Fáil         | Fianna Fáil         | Fianna Fáil                                                  | 21. Juli 1937      |
| Donegal–Leitrim            | James White               |                     | Fine Gael           | Fine Gael           | Fine Gael                                                    | 4. März 1973       |
| Donegal North-East         | Neil Blaney               |                     | Independent         | Independent         | Independent                                                  | 11. Oktober 1961   |
| Donegal North-East         | Liam Cunningham           |                     | Fianna Fáil         |                     | verstorben am 29. Februar 1976                               | 13. Juni 1951      |
| Donegal North-East         | Paddy Keaveney            |                     |                     |                     | Independent Fianna Fail Nachwahl für Liam Cunningham         | 10. Juni 1976      |
| Donegal North-East         | Patrick Harte             |                     | Fine Gael           | Fine Gael           | Fine Gael                                                    | 11. Oktober 1961   |
| Dublin Central             | Frank Cluskey             |                     | Labour              | Labour              | Labour                                                       | 21. April 1965     |
| Dublin Central             | Vivion de Valera          |                     | Fianna Fáil         | Fianna Fáil         | Fianna Fáil                                                  | 4. Dezember 1945   |
| Dublin Central             | Thomas J. Fitzpatrick     |                     | Fianna Fáil         | Fianna Fáil         | Fianna Fáil                                                  | 21. April 1965     |
| Dublin County North        | Justin Keating            |                     | Labour              | Labour              | Labour                                                       | 2. Juli 1969       |
| Dublin County North        | Ray Burke                 |                     | Fianna Fáil         | Fianna Fáil         | Fianna Fáil                                                  | 4. März 1973       |
| Dublin County North        | Mark Clinton              |                     | Fine Gael           | Fine Gael           | Fine Gael                                                    | 11. Oktober 1961   |
| Dublin County North        | Seán Walsh                |                     | Fianna Fáil         | Fianna Fáil         | Fianna Fáil                                                  | 4. März 1973       |
| Dublin County South        | Ruairí Brugha             |                     | Fianna Fáil         | Fianna Fáil         | Fianna Fáil                                                  | 4. März 1973       |
| Dublin County South        | Larry McMahon             |                     | Fine Gael           | Fine Gael           | Fine Gael                                                    | 2. Dezember 1970   |
| Dublin County South        | Richard Burke             |                     | Fine Gael           |                     | Rücktritt nach Nominierung als EG-Kommissar                  | 2. Juli 1969       |
| Dublin North-Central       | Luke Belton               |                     | Fine Gael           | Fine Gael           | Fine Gael                                                    | 21. April 1965     |
| Dublin North-Central       | George Colley             |                     | Fianna Fáil         | Fianna Fáil         | Fianna Fáil                                                  | 11. Oktober 1961   |
| Dublin North-Central       | Celia Lynch               |                     | Fianna Fáil         | Fianna Fáil         | Fianna Fáil                                                  | 2. Juni 1954       |
| Dublin North-Central       | Michael O’Leary           |                     | Labour              | Labour              | Labour                                                       | 21. April 1965     |
| Dublin North-East          | Paddy Belton              |                     | Fine Gael           | Fine Gael           | Fine Gael                                                    | 30. Mai 1963       |
| Dublin North-East          | Charles Haughey           |                     | Fianna Fáil         | Fianna Fáil         | Fianna Fáil                                                  | 20. März 1957      |
| Dublin North-East          | Eugene Timmons            |                     | Fianna Fáil         | Fianna Fáil         | Fianna Fáil                                                  | 2. Juli 1969       |
| Dublin North-East          | Conor Cruise O’Brien      |                     | Labour              | Labour              | Labour                                                       | 2. Juli 1969       |
| Dublin North-West          | Hugh Byrne                |                     | Fine Gael           | Fine Gael           | Fine Gael                                                    | 2. Juli 1969       |
| Dublin North-West          | Jim Tunney                |                     | Fianna Fáil         | Fianna Fáil         | Fianna Fáil                                                  | 2. Juli 1969       |
| Dublin North-West          | Richard Gogan             |                     | Fianna Fáil         | Fianna Fáil         | Fianna Fáil                                                  | 2. Juni 1954       |
| Dublin North-West          | David Thornley            |                     | Labour              | Labour              | Labour                                                       | 2. Juli 1969       |
| Dublin South-Central       | Philip A. Brady           |                     | Fianna Fáil         | Fianna Fáil         | Fianna Fáil                                                  | 20. März 1957      |
| Dublin South-Central       | Ben Briscoe               |                     | Fianna Fáil         | Fianna Fáil         | Fianna Fáil                                                  | 21. April 1965     |
| Dublin South-Central       | John M. Kelly             |                     | Fine Gael           | Fine Gael           | Fine Gael                                                    | 4. März 1973       |
| Dublin South-Central       | Richie Ryan               |                     | Fine Gael           | Fine Gael           | Fine Gael                                                    | 22. Juli 1959      |
| Dublin South-East          | Fergus O’Brien            |                     | Fine Gael           | Fine Gael           | Fine Gael                                                    | 4. März 1973       |
| Dublin South-East          | Garret FitzGerald         |                     | Fine Gael           | Fine Gael           | Fine Gael                                                    | 2. Juli 1969       |
| Dublin South-East          | Seán Moore                |                     | Fianna Fáil         | Fianna Fáil         | Fianna Fáil                                                  | 21. April 1965     |
| Dublin South-West          | Declan Costello           |                     | Fine Gael           | Fine Gael           | Fine Gael                                                    | 4. März 1973       |
| Dublin South-West          | Joseph Dowling            |                     | Fianna Fáil         | Fianna Fáil         | Fianna Fáil                                                  | 21. April 1965     |
| Dublin South-West          | Noel Lemass               |                     | Fianna Fáil         |                     | verstorben am 13. April 1976                                 | 14. November 1956  |
| Dublin South-West          | Brendan Halligan          |                     |                     |                     | Labour Nachwahl für Noel Lemass                              | 10. Juni 1976      |
| Dublin South-West          | John O’Connell            |                     | Labour              | Labour              | Labour                                                       | 21. April 1965     |
| Dún Laoghaire and Rathdown | Liam Cosgrave             |                     | Fine Gael           | Fine Gael           | Fine Gael                                                    | 1. Juli 1943       |
| Dún Laoghaire and Rathdown | David Andrews             |                     | Fianna Fáil         | Fianna Fáil         | Fianna Fáil                                                  | 21. April 1965     |
| Dún Laoghaire and Rathdown | Percy Dockrell            |                     | Fine Gael           | Fine Gael           | Fine Gael                                                    | 11. Oktober 1961   |
| Dún Laoghaire and Rathdown | Barry Desmond             |                     | Labour              | Labour              | Labour                                                       | 2. Juli 1969       |
| Galway North-East          | John Donnellan            |                     | Fine Gael           | Fine Gael           | Fine Gael                                                    | 3. Dezember 1964   |
| Galway North-East          | Thomas Hussey             |                     | Fianna Fáil         | Fianna Fáil         | Fianna Fáil                                                  | 2. Juli 1969       |
| Galway North-East          | Michael F. Kitt           |                     | Fianna Fáil         |                     | verstorben am 24. Dezember 1974                              | 2. Juli 1969       |
| Galway North-East          | Michael P. Kitt           |                     |                     |                     | Fianna Fáil Nachwahl für Michael F. Kitt                     | 4. März 1975       |
| Galway West                | Fintan Coogan senior      |                     | Fine Gael           | Fine Gael           | Fine Gael                                                    | 2. Juni 1954       |
| Galway West                | Bobby Molloy              |                     | Fianna Fáil         | Fianna Fáil         | Fianna Fáil                                                  | 21. April 1965     |
| Galway West                | John Geoghegan            |                     | Fianna Fáil         |                     | verstorben am 5. Januar 1975                                 | 2. Juni 1954       |
| Galway West                | Máire Geoghegan-Quinn     |                     |                     |                     | Fianna Fáil Nachwahl für John Geoghegan.                     | 4. März 1975       |
| Kerry North                | Gerard Lynch              |                     | Fine Gael           | Fine Gael           | Fine Gael                                                    | 2. Juli 1969       |
| Kerry North                | Thomas McEllistrim junior |                     | Fianna Fáil         | Fianna Fáil         | Fianna Fáil                                                  | 2. Juli 1969       |
| Kerry North                | Dan Spring                |                     | Labour              | Labour              | Labour                                                       | 1. Juli 1943       |
| Kerry South                | Timothy O’Connor          |                     | Fianna Fáil         | Fianna Fáil         | Fianna Fáil                                                  | 11. Oktober 1961   |
| Kerry South                | Michael Begley            |                     | Fine Gael           | Fine Gael           | Fine Gael                                                    | 2. Juli 1969       |
| Kerry South                | John O’Leary              |                     | Fianna Fáil         | Fianna Fáil         | Fianna Fáil                                                  | 7. Dezember 1966   |
| Kildare                    | Patrick Malone            |                     | Fine Gael           | Fine Gael           | Fine Gael                                                    | 14. April 1970     |
| Kildare                    | Paddy Power               |                     | Fianna Fáil         | Fianna Fáil         | Fianna Fáil                                                  | 2. Juli 1969       |
| Kildare                    | Joseph Bermingham         |                     | Labour              | Labour              | Labour                                                       | 4. März 1973       |
| Laois–Offaly               | Charlie McDonald          |                     | Fine Gael           | Fine Gael           | Fine Gael                                                    | 14. Dezember 1961  |
| Laois–Offaly               | Oliver J. Flanagan        |                     | Fine Gael           | Fine Gael           | Fine Gael                                                    | 1. Juli 1943       |
| Laois–Offaly               | Ger Connolly              |                     | Fianna Fáil         | Fianna Fáil         | Fianna Fáil                                                  | 2. Juli 1969       |
| Laois–Offaly               | Patrick Lalor             |                     | Fianna Fáil         | Fianna Fáil         | Fianna Fáil                                                  | 11. Oktober 1961   |
| Laois–Offaly               | Tom Enright               |                     | Fine Gael           | Fine Gael           | Fine Gael                                                    | 2. Juli 1969       |
| Limerick East              | Stephen Coughlan          |                     | Labour              | Labour              | Labour                                                       | 11. Oktober 1961   |
| Limerick East              | Michael Herbert           |                     | Fianna Fáil         | Fianna Fáil         | Fianna Fáil                                                  | 2. Juli 1969       |
| Limerick East              | Tom O’Donnell             |                     | Fine Gael           | Fine Gael           | Fine Gael                                                    | 11. Oktober 1961   |
| Limerick East              | Desmond O’Malley          |                     | Fianna Fáil         | Fianna Fáil         | Fianna Fáil                                                  | 22. Mai 1968       |
| Limerick West              | Gerard Collins            |                     | Fianna Fáil         | Fianna Fáil         | Fianna Fáil                                                  | 9. November 1967   |
| Limerick West              | Denis Jones               |                     | Fine Gael           | Fine Gael           | Fine Gael                                                    | 20. März 1957      |
| Limerick West              | Michael J. Noonan         |                     | Fianna Fáil         | Fianna Fáil         | Fianna Fáil                                                  | 2. Juli 1969       |
| Longford–Westmeath         | Gerald L’Estrange         |                     | Fianna Fáil         | Fianna Fáil         | Fianna Fáil                                                  | 21. April 1965     |
| Longford–Westmeath         | Joe Sheridan              |                     | Independent         | Independent         | Independent                                                  | 11. Oktober 1961   |
| Longford–Westmeath         | Frank Carter              |                     | Fianna Fáil         | Fianna Fáil         | Fianna Fáil                                                  | 11. Oktober 1961   |
| Longford–Westmeath         | Patrick Cooney            |                     | Fine Gael           | Fine Gael           | Fine Gael                                                    | 14. April 1970     |
| Louth                      | Joseph Farrell            |                     | Fianna Fáil         | Fianna Fáil         | Fianna Fáil                                                  | 4. März 1973       |
| Louth                      | Pádraig Faulkner          |                     | Fianna Fáil         | Fianna Fáil         | Fianna Fáil                                                  | 20. März 1957      |
| Louth                      | Paddy Donegan             |                     | Fine Gael           | Fine Gael           | Fine Gael                                                    | 11. Oktober 1961   |
| Mayo East                  | Seán Calleary             |                     | Fianna Fáil         | Fianna Fáil         | Fianna Fáil                                                  | 4. März 1973       |
| Mayo East                  | Seán Flanagan             |                     | Fianna Fáil         | Fianna Fáil         | Fianna Fáil                                                  | 13. Juni 1951      |
| Mayo East                  | Martin Finn               |                     | Fine Gael           | Fine Gael           | Fine Gael                                                    | 2. Juli 1969       |
| Mayo West                  | Denis Gallagher           |                     | Fianna Fáil         | Fianna Fáil         | Fianna Fáil                                                  | 4. März 1973       |
| Mayo West                  | Myles Staunton            |                     | Fine Gael           | Fine Gael           | Fine Gael                                                    | 4. März 1973       |
| Mayo West                  | Henry Kenny               |                     | Fine Gael           |                     | verstorben am 25. September 1975                             | 2. Juni 1954       |
| Mayo West                  | Enda Kenny                |                     |                     |                     | Fine Gael Nachwahl für Henry Kenny.                          | 11. Dezember 1975  |
| Meath                      | John Bruton               |                     | Fine Gael           | Fine Gael           | Fine Gael                                                    | 21. April 1969     |
| Meath                      | Brendan Crinion           |                     | Fianna Fáil         | Fianna Fáil         | Fianna Fáil                                                  | 4. März 1973       |
| Meath                      | James Tully               |                     | Labour              | Labour              | Labour                                                       | 11. Oktober 1961   |
| Monaghan                   | John Conlan               |                     | Fine Gael           | Fine Gael           | Fine Gael                                                    | 2. Juli 1969       |
| Monaghan                   | Erskine Hamilton Childers |                     | Fianna Fáil         |                     | Am 30. Mai 1973 zum Präsidenten der Republik Irland gewählt. | 30. Juni 1938      |
| Monaghan                   | Brendan Toal              |                     |                     |                     | Fine Gael Nachwahl für Erskine Childers                      | 27. November 1973  |
| Monaghan                   | Jimmy Leonard             |                     | Fianna Fáil         | Fianna Fáil         | Fianna Fáil                                                  | 4. März 1973       |
| Roscommon–Leitrim          | Joan Burke                |                     | Fine Gael           | Fine Gael           | Fine Gael                                                    | 8. Juli 1964       |
| Roscommon–Leitrim          | Hugh Gibbons              |                     | Fianna Fáil         | Fianna Fáil         | Fianna Fáil                                                  | 21. April 1965     |
| Roscommon–Leitrim          | Patrick J. Reynolds       |                     | Fianna Fáil         | Fianna Fáil         | Fianna Fáil                                                  | 4. März 1973       |
| Sligo–Leitrim              | Eugene Gilhawley          |                     | Fine Gael           | Fine Gael           | Fine Gael                                                    | 4. März 1973       |
| Sligo–Leitrim              | Joseph McLoughlin         |                     | Fine Gael           | Fine Gael           | Fine Gael                                                    | 1. März 1961       |
| Sligo–Leitrim              | Ray MacSharry             |                     | Fianna Fáil         | Fianna Fáil         | Fianna Fáil                                                  | 2. Juli 1969       |
| Tipperary North            | Michael O’Kennedy         |                     | Fianna Fáil         | Fianna Fáil         | Fianna Fáil                                                  | 2. Juli 1969       |
| Tipperary North            | Thomas Dunne              |                     | Fine Gael           | Fine Gael           | Fine Gael                                                    | 11. Oktober 1961   |
| Tipperary North            | John Joseph Ryan          |                     | Labour              | Labour              | Labour                                                       | 4. März 1973       |
| Tipperary South            | Noel Davern               |                     | Fianna Fáil         | Fianna Fáil         | Fianna Fáil                                                  | 2. Juli 1969       |
| Tipperary South            | Jackie Fahey              |                     | Fianna Fáil         | Fianna Fáil         | Fianna Fáil                                                  | 21. April 1965     |
| Tipperary South            | Brendan Griffin           |                     | Fine Gael           | Fine Gael           | Fine Gael                                                    | 4. März 1973       |
| Tipperary South            | Seán Treacy               |                     | Labour              |                     | Ceann Comhairle                                              | 11. Oktober 1961   |
| Waterford                  | Thomas Kyne               |                     | Labour              | Labour              | Labour                                                       | 4. März 1973       |
| Waterford                  | Edward Collins            |                     | Fine Gael           | Fine Gael           | Fine Gael                                                    | 2. Juli 1969       |
| Waterford                  | Billy Kenneally           |                     | Fianna Fáil         | Fianna Fáil         | Fianna Fáil                                                  | 21. April 1965     |
| Wexford                    | Brendan Corish            |                     | Labour              | Labour              | Labour                                                       | 4. Dezember 1945   |
| Wexford                    | Lorcan Allen              |                     | Fianna Fáil         | Fianna Fáil         | Fianna Fáil                                                  | 11. Oktober 1961   |
| Wexford                    | John Esmonde              |                     | Fine Gael           | Fine Gael           | Fine Gael                                                    | 4. März 1973       |
| Wexford                    | Seán Browne               |                     | Fianna Fáil         | Fianna Fáil         | Fianna Fáil                                                  | 2. Juli 1969       |
| Wicklow                    | Ciarán Murphy             |                     | Fianna Fáil         | Fianna Fáil         | Fianna Fáil                                                  | 4. März 1973       |
| Wicklow                    | Liam Kavanagh             |                     | Labour              | Labour              | Labour                                                       | 2. Juli 1969       |
| Wicklow                    | Godfrey Timmins           |                     | Fine Gael           | Fine Gael           | Fine Gael                                                    | 14. März 1968      |

1. Dáil (1919–1921) |
2. Dáil (1921–1922) |
3. Dáil (1922–1923) |
4. Dáil (1923–1927) |
5. Dáil (1927) |
6. Dáil (1927–1932) |
7. Dáil (1932–1933) |
8. Dáil (1933–1937) |
9. Dáil (1937–1938) |
10. Dáil (1938–1943) |
11. Dáil (1943–1944) |
12. Dáil (1944–1948) |
13. Dáil (1948–1951) |
14. Dáil (1951–1954) |
15. Dáil (1954–1957) |
16. Dáil (1957–1961) |
17. Dáil (1961–1965) |
18. Dáil (1965–1969) |
19. Dáil (1969–1973) |
20. Dáil (1973–1977) |
21. Dáil (1977–1981) |
22. Dáil (1981–1982) |
23. Dáil (1982) |
24. Dáil (1982–1987) |
25. Dáil (1987–1989) |
26. Dáil (1989–1992) |
27. Dáil (1992–1997) |
28. Dáil (1997–2002) |
29. Dáil (2002–2007) |
30. Dáil (2007–2011) |
31. Dáil (2011–2016) |
32. Dáil (2016–2020) |
33. Dáil (2020–2024) |
34. Dáil (seit 2024)